# 飛鳳山 (新竹縣)
24°45′49″N 121°06′28″E / 24.763632°N 121.107876°E
飛鳳山，是臺灣新竹縣飛鳳山丘陵的一座山峰，位於芎林鄉中坑村、新鳳村交界處，峰頂海拔420公尺，立有省府地政處測量局三等控制點S151號，因山形像飛鳳引頸而得名。行政院體育委員會i運動資訊平台所列的台灣小百岳第27號山名雖為「飛鳳山」，但其高度及位置與芎林鄉行政區域圖標示不符。芎林鄉公所官方網站介紹旅遊景點的網頁已載明該座小百岳為臨近的中坑山。
飛鳳山區原有梅樹成林，冬季梅花盛開時，處處雪白，因而以「飛鳳探梅」名列新竹縣八景之一。近年來遍植鳳凰木，夏日開花時節滿山殷紅。山中有代勸堂、雲谷寺兩座百年寺廟，並有感應橋、新鳳池、蓮池等景點。在視野良好處可俯視頭前溪河谷平原的水田，亦可遠望角板山、酒桶山、五指山、鵝公髻山等山峰。
當天氣晴朗時，由飛鳳山上觀日亭向東北方遠望，可以看見相距約55公里的台北101大樓，是台灣陸地上可望見101之最遠地點。